# Skin Chamber
Skin Chamber war ein 1991 gegründetes und 1993 aufgelöstes Nebenprojekt zweier Controlled-Bleeding-Musiker, welches sich dem Industrial Metal widmete.

## Geschichte
Unter dem Eindruck der Grindcore-Veröffentlichungen des Labels Earache Records und besonders jenem der frühen Napalm Death entschieden sich Paul Lemos und Chris Moriarty, eine neue Musikgruppe neben Controlled Bleeding zu initiieren. Als ausschlaggebend für die Gründung einer neuen Band und damit einhergehend für die musikalische Neuorientierung bezeichnete Lemos die Trennung von Wax Trax! Records. Als Reaktion auf die Trennung hielten die Musiker jeden künstlerischen Prozess für elf Monate an und traten nur sporadisch in gegenseitigen Kontakt. Bei den gemeinsamen Proben reduzierten sich die Musiker auf das Spielen von E-Bass und Schlagzeug ohne die für Controlled Bleeding üblichen Keyboards oder Synthesizer. Das so entstandene, vorerst Fat Hacker genannte, Projekt widmete sich ausschließlich dem extrem schnell gespielten Grindcore. Lemos und Moriarty stellten ein Demoband mit mehreren Stücken zusammen, von denen das längste eine Spieldauer von weniger als 50 Sekunden hatte, und verschickten es ohne einen Hinweis auf die Musiker oder die Hauptband. Dennoch reagierte Roadrunner Records und fragte weitere Probeaufnahmen an. Daraufhin arbeiteten Moriarty und Lemos drei Monate an neuen Stücken und veränderten in diesem Prozess ihre musikalische und ästhetische Ausrichtung hin zum eher langsamen Klang, den die nunmehr Skin Chamber umbenannte Gruppe auf ihren Alben präsentierte.
Das Debütalbum Wound erschien 1991, das zweite Album Trial 1993. Beide Alben wurden zum Zeitpunkt der Veröffentlichung wenig besprochen und meist eher mittelmäßig bis schlecht bewertet. Holger Stratmann vom Rock Hard beschreibt die Musik des Debütalbums Wound als „beängstigend, nervtötend und deprimierend“. Seines Erachtens habe die Musik „[m]it Metal im eigentlichen Sinne […] herzlich wenig zu tun.“ Klaudia Weber, welche ebenfalls für das Rock Hard das zweite Album Trial rezensierte, bezeichnete den Stil als „Soundschwall, der von etwas Kreissägen-ähnlichem dominiert wird“, das Schlagzeugspiel nennt sie chaotisch und den Gesang vergleicht sie mit kreischenden Würgen.
Allerdings werden die Alben rückwirkend als wichtige Veröffentlichungen des Industrial- und Thrash-Metal der 1990er Jahre bezeichnet. Alex Henderson von Allmusic nennt Wounds „eine der stärksten Alternative-Rock-CDs des Jahres 1991.“ Ebenfalls 1993 erschien eine Split-EP mit der Grindcore-Band Candiru, auf welcher Lemos und Moriarty ein unbetiteltes Stück unter dem Bandnamen Fat Hacker veröffentlichten.
Im Anschluss an das zweite Album beendeten Lemos und Moriarty die Laufbahn von Skin Chamber und reaktivierten alsbald Controlled Bleeding. Als Beweggrund, Skin Chamber nicht fortzuführen nannte Lemos den Wunsch, keine Aufweichung oder ungewollte Veränderung der Band zuzulassen. Allerdings strebten Moriarty und Lemos 2008 Arbeiten an einem weiteren Album unter dem Bandnamen Skin Chamber an. Noch vor ersten Aufnahmen verstarb Moriarty, woraufhin Lemos jede weitere Aktivität als Skin Chamber einstellte.

## Stil
Lemos erklärte, dass der auf Wound und Trial gespielte Stil durch die Gruppe Swans inspiriert sei. Auch das Label Roadrunner Records zieht einen direkten Zusammenhang von den Swans-Alben Cop und Greed zu den Veröffentlichungen von Skin Chamber. Der Stil wird meist als Industrial Metal bezeichnet und dabei der Musik früher Godflesh nahegestellt. Laut Phil Freemann vermengt die Band das Gitarrenspiel des Thrash Metal und scheppernde Metal-Percussion mit rauem Noise und als „qualvolles Schreien“ umschriebenen gutturalen Gesang. Die Musik sei, so Freemann, „lautes, aggressives und hässliches Zeug welche bis heute [2013] eher als Nicht-Hörer-Kunst gesehen wird [und dabei] mehr Strafe als Vergnügen [ist].“

## Diskografie
- 1991: Wound (Album, Roadrunner Records)
- 1993: Trial (Album, Roadrunner Records)